# Australian National Championship 1998
El Australian National Championship (Campeonato Nacional Australiano) de 1998 fue la primera edición del torneo profesional de rugby entre franquicias del Súper Rugby de Australia.
El equipo de Waratahs se coronó como campeón de la competencia de manera invicta.

## Sistema de disputa
El torneo se disputó en formato liga donde se enfrentaron todos contra todos.

### Posiciones
| Pos. | Equipo          | Encuentros | Encuentros | Encuentros | Encuentros | Tantos | Tantos | Tantos | PB | PB | Puntos |
| Pos. | Equipo          | PJ         | PG         | PE         | PP         | F      | C      | Dif    | BO | BD | Puntos |
| ---- | --------------- | ---------- | ---------- | ---------- | ---------- | ------ | ------ | ------ | -- | -- | ------ |
| 1    | Waratahs        | 2          | 2          | 0          | 0          | 75     | 26     | +49    | 1  | 0  | 9      |
| 2    | Queensland Reds | 2          | 1          | 0          | 1          | 70     | 60     | +10    | 1  | 0  | 5      |
| 3    | Brumbies        | 2          | 0          | 0          | 2          | 28     | 87     | -59    | 0  | 0  | 0      |

|  | Campeón. |

## Resultados
| 11 de octubre | Queensland Reds | 53 - 19 | Brumbies |  |  |

| 14 de octubre | Brumbies | 9 - 34 | Waratahs |  |  |

| 17 de octubre | Waratahs | 41 - 17 | Queensland Reds |  |  |

| Bandera de Australia |
| Campeón Waratahs     |
| Primer título        |